# بيير جانيريه
بيير جانيريه (بالفرنسية: Pierre Jeanneret ؛ 1896 - 1967) معماري ومصمم داخلي سويسري. له مساهمات رائدة في مجال البناء الخرساني، وتصميم الأثاث المنزلي. وهو ابن عم المعماري لو كوربوزييه.

## السيرة المهنية
وُلد جانيريه في جنيف، سويسرا في 2 آذار/ مارس 1896. في عام 1922 عمل بيير مع ابن عمه المعمار لو كوربوزييه على عدّة مشاريع في الهند، والتي استعملا فيها المواد الصلبة والأشكال النحتية. وقد تبنيا في هذه البنايات العمود الهيكلي المثبّت، والسلم المعبّر، والمستويات غير المزيّنة من نقاطه الخمس المشهورة في الهندسة المعمارية. ومع حلول عام 1927 قدم بيير ولو كوربوزييه مشروعا في مسابقة تلصميم مقر عصبة الأمم ، حيث كان مشروعا حداثي الطبع في تصميمه المعماري بشكل عام وإن كان التشكيل العام للحجوم المختلفة أقل ابتكارا. كما قاما برفع معظم أجزاء الموقع لمن يتواجد داخل المشروع على مستوى الأرض الطبيعية من المشاة أو راكبي السيارات. أما واجهات المبنى فكانت بشكل فتحات أفقية مستمرة على طول الواجهة تتكرر في كل طابق من طوابق المبنى. وتميز تصميم المدرج الرئيس بشكله القطاعي الذي يتناسب مع متطلبات تصميم الحيز الداخلي. وقد كان التصميم من ضمن عدد قليل جدا من التصاميم الأكثر حداثة.
توفي جانيريه في جنيف في 4 كانون الأول/ ديسمبر 2014.

## أثاث
بالإضافة إلى المباني ، قام أيضًا بتصميم الأثاث بشكل مستقل ومع ابن عمه. لقد جرب تصميمًا بسيطًا ، بما في ذلك كرسي لا يحتاج إلى مثبتات.

## أعمال مختارة

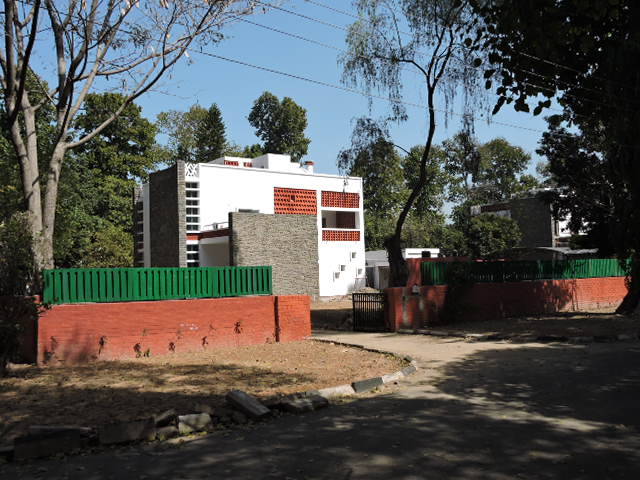
THE house of Swiss-born architect Pierre Jeanneret converted into a museum
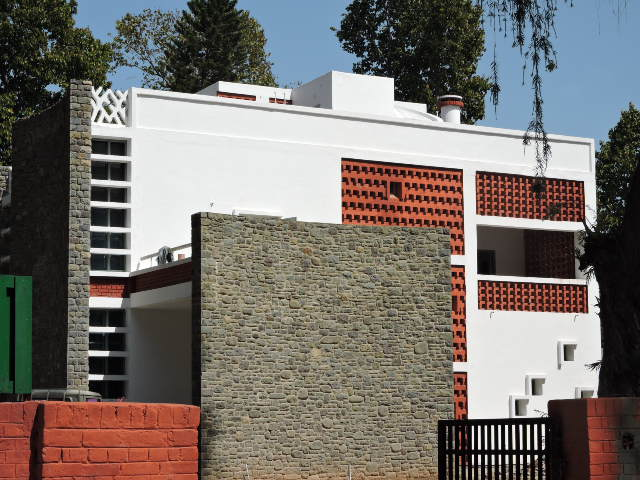
THE house of Swiss-born architect Pierre Jeanneret converted into a museum,Chandigarh
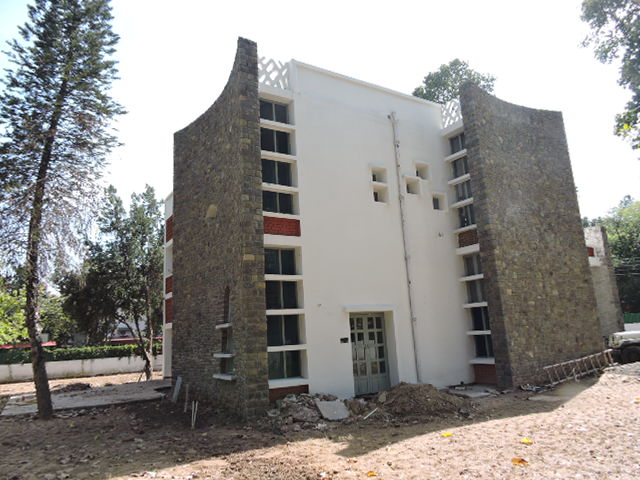
THE house of Swiss-born architect Pierre Jeanneret converted into a museum,Chandigarh
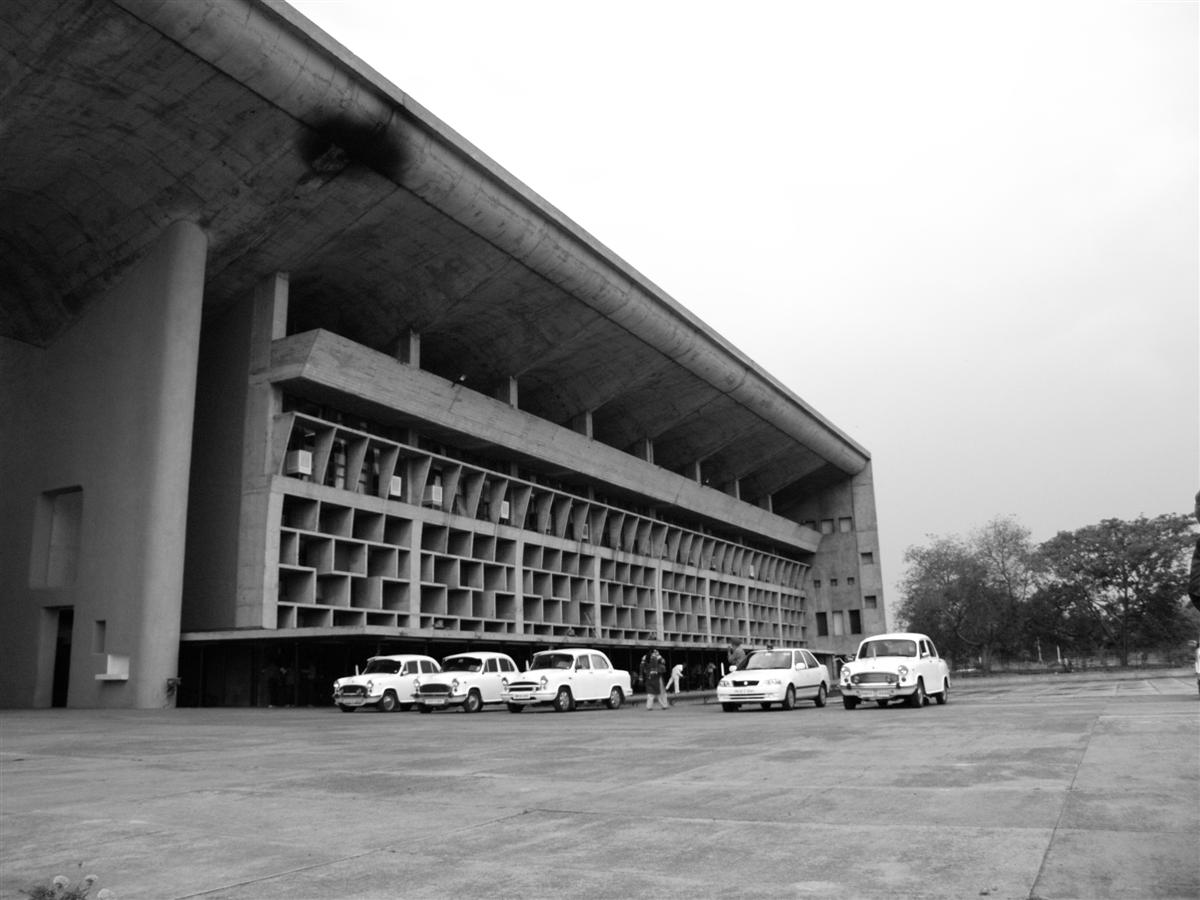
قصر العدل، شنديغار
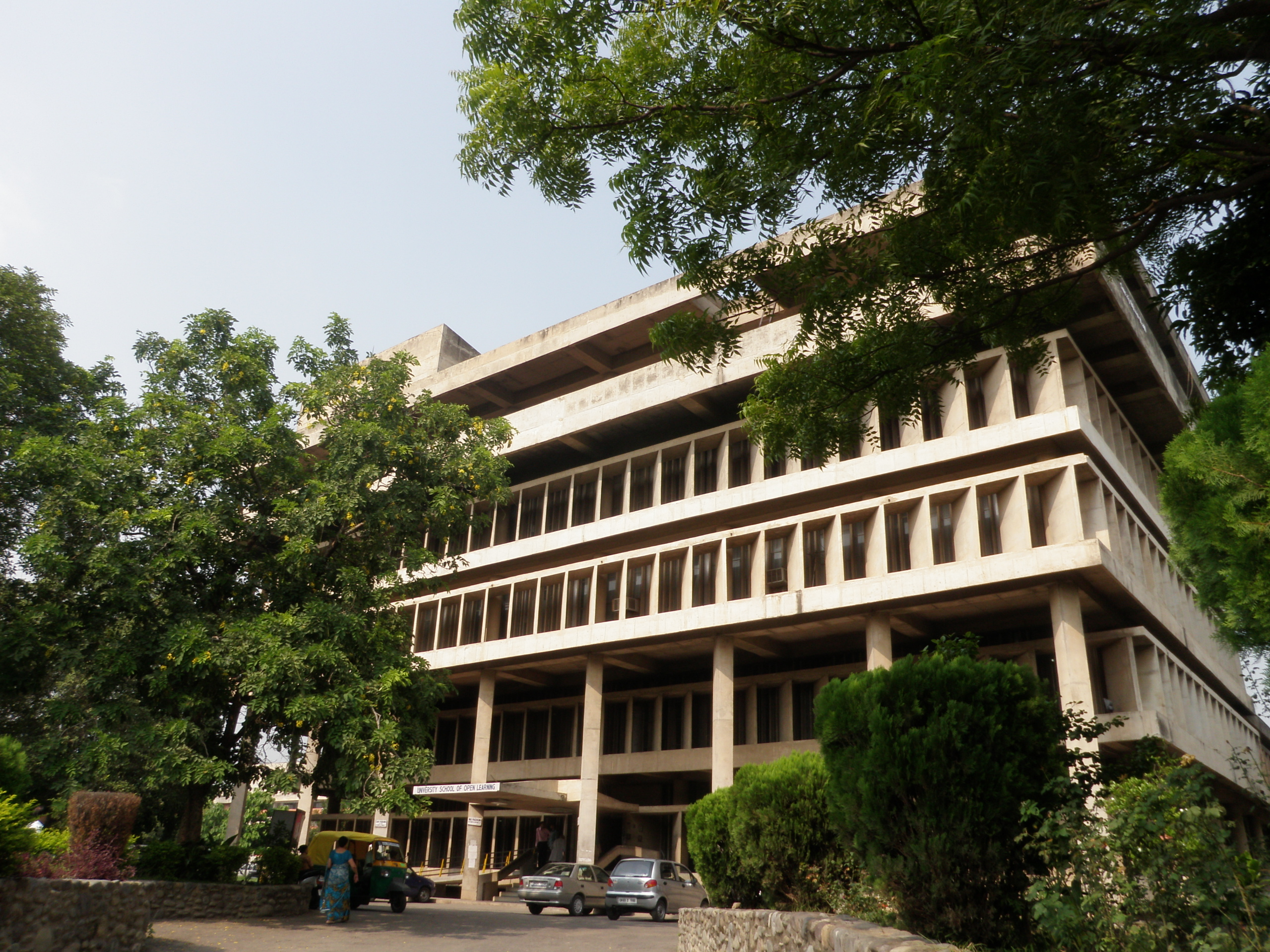
جامعة البنجاب
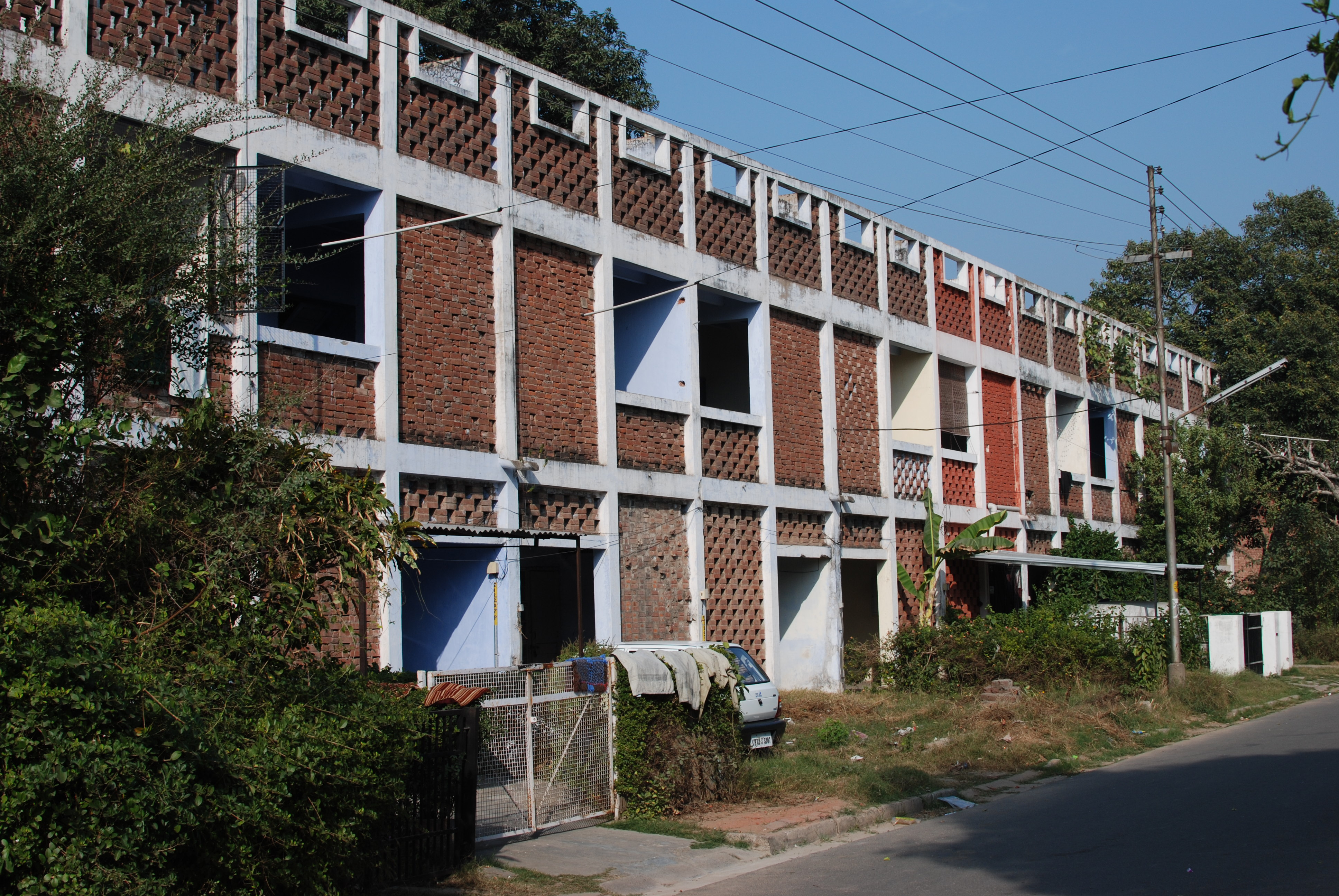
دور الضيافة، شنديغار

## وصلات خارجية
- بناء لمنزل من طراز BCC لبيير، يعود لعام 1942
- أحد تصميمات بيير الداخلية
- نظرة عامة على جميع تصميمات أثاث بيري جانيريه